# Åsane prosteri

Prosterier i Bjørgvins stift. Det ljusgula området på kartan är Åsane prosteri.

Åsane prosteri (norska: Åsane prosti) är ett kontrakt (prosteri, norska: prosti) i Bjørgvins stift inom Norska kyrkan. Kontraktet omfattar de norra och östra delarna av Bergens kommun samt hela Osterøy kommun i Vestland fylke i västra Norge.
Namnet syftar på stadsdelen Åsane i Bergen som ingår i kontraktets område.

## Socknar
Åsane prosteri består av sju socknar (norska: sokn eller sogn) inom två kyrkliga samfälligheter (norska: kirkelige fellesråd), motsvarande kommunerna:

### Bergens kyrkliga samfällighet
- Arna socken
- Biskopshavns socken
- Eidsvågs socken
- Salhus socken
- Ytre Arna socken
- Åsane socken

### Osterøy sockenråd
- Osterøy socken